# Tomáš Krupčík
Tomáš Krupčík, né le 8 janvier 1988 à Jablonec nad Nisou, est un biathlète tchèque.

## Carrière
Licencié au club de sa ville natale Jablonec, il fait ses premiers pas dans l'IBU Cup, le deuxième niveau mondial, en 2009.
Après des débuts en Coupe du monde fin 2012, le biathlète obtient ses premiers podiums internationaux à l'Universiade d'hiver de 2013, prenant la médaille d'argent à la mass start.
Il participe aux Jeux olympiques d'hiver de 2014 (71e du sprint et 11e du relais), ayant marqué ses premiers points durant la saison écoulée.
Au début de la saison 2014-2015, il enregistre son meilleur résultat en Coupe du monde jusque là avec une 21e place au sprint d'Östersund.
En 2018, il est vice-champion d'Europe de l'individuel, mais loupe les Jeux olympiques de Pyeongchang. Il effectue sa meilleure saison l'hiver suivant, intégrant le top vingt notamment à Canmore, où il est douzième de l'individuel court.
Il est aussi deux fois médaillé de bronze aux Championnats du monde de biathlon d'été en 2012 en relais mixte et en 2018 en sprint.

## Palmarès

### Jeux olympiques
| Épreuve / Édition | Sotchi 2014 |
| Sprint            | 74e         |
| Poursuite         | -           |
| Individuel        | -           |
| Mass start        | -           |
| Relais            | 11e         |
| Relais mixte      | -           |

Légende :
- : pas d'épreuve
- — : Non disputée par Krupcik

### Championnats du monde
| Épreuve / Édition         | Individuel | Sprint | Poursuite | Mass start | Relais | Relais mixte | Relais mixte simple              |
| Mondiaux 2015 Kontiolahti | 26e        | —      | —         | —          | —      | —            | Épreuve inexistante à cette date |
| Mondiaux 2017 Hochfilzen  | 32e        | —      | —         | —          | 10e    | —            | Épreuve inexistante à cette date |
| Mondiaux 2019 Östersund   | 22e        | 30e    | 18e       | 20e        | 4e     | —            | —                                |

Légende :
- : pas d'épreuve
- — : Non disputée par Krupcik

### Coupe du monde
- Meilleur classement général : 41e en 2019.
- Meilleure performance individuelle : 12e.

#### Détail des classements
| Année     | Classement général final | Classement général individuel | Classement général sprint | Classement général poursuite | Classement général mass start |
| 2013-2014 | 78e                      | 64e                           |                           |                              |                               |
| 2014-2015 | 66e                      | 79e                           | 59e                       | 46e                          |                               |
| 2015-2016 | 77e                      | 83e                           | 62e                       |                              |                               |
| 2016-2017 | 66e                      | 63e                           | 61e                       | 53e                          |                               |
| 2017-2018 | 87e                      |                               | 68e                       |                              |                               |
| 2018-2019 | 41e                      | 51e                           | 40e                       | 20e                          | 38e                           |
| 2019-2020 | 87e                      | -                             | 76e                       | -                            | -                             |

### Championnats d'Europe
- Médaille d'argent de l'individuel en 2018.

### Universiades
- Médaille d'argent à la mass-start en 2013.
- Médaille de bronze au relais mixte en 2013.

### Championnats du monde de biathlon d'été
- Médaille de bronze du relais mixte en 2012.
- Médaille de bronze du sprint en 2018.